# Terra Australis

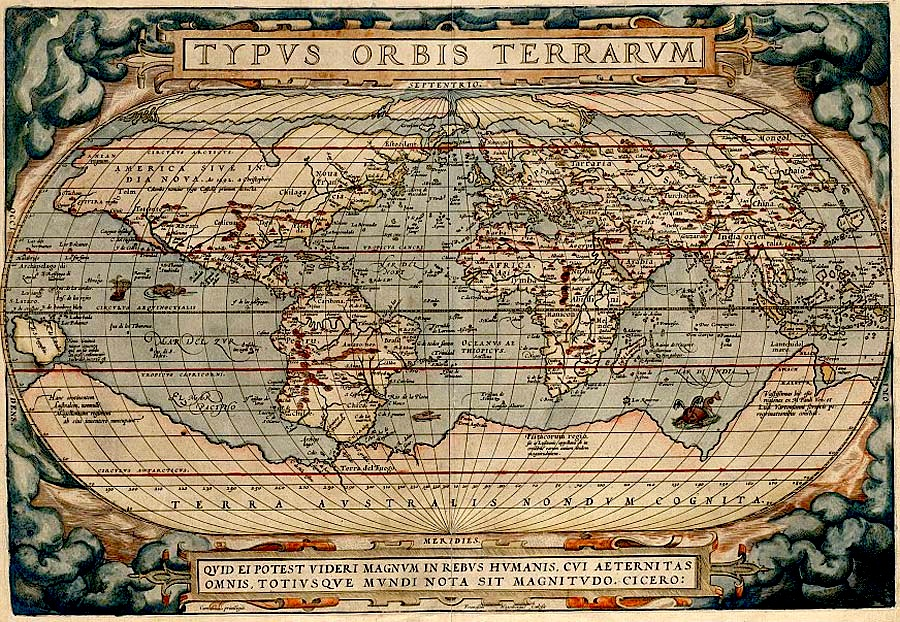
Hartă realizată de Abraham Ortelius în 1570, cu Terra Australis reprezentată în sud.

Terra australis (latinescul pentru teritoriul de sud) este un continent ipotetic menționat pentru prima dată în Antichitate și care a apărut pe hărțile publicate între secolele XV și XVIII. Deși acest teritoriu era reprezentat pe hărțile respective, Terra Australis nu era bazat pe realitate, ci doar pe ipoteza că continentele din emisfera nordică trebuie să fie echilibrate de unele mase de pământ din sud.  Pentru aceea perioadă, Terra australis era o anoicumenă.